# Luciola kuroiwae
Luciola kuroiwae is een keversoort uit de familie glimwormen (Lampyridae). De wetenschappelijke naam van de soort is voor het eerst geldig gepubliceerd in 1918 door Matsumura.